# Harvey St Clair
Harvey William St Clair (ur. 13 listopada 1998 w Londynie) – szkocki piłkarz występujący na pozycji napastnika we włoskim klubie Seregno. Wychowanek Chelsea, w trakcie swojej kariery grał także w takich zespołach, jak Venezia oraz Kilmarnock. Młodzieżowy reprezentant Szkocji.